# Alonso Sánchez (jesuita)
Alonso Sánchez, S.J. (Mondéjar, 1547 - Alcalá de Henares, 27 de mayo de 1593) fue un religioso español.

## Biografía
Tras ingresar en la Compañía de Jesús en 1565, estudió teología en Alcalá de Henares, y fue nombrado rector del colegio de Navalcarnero. Posteriormente, ascendió a lector de gramática en Caravaca, y en 1579 fue enviado a la Nueva España, donde desempeñó el cargo de rector del colegio de San Jerónimo de la Puebla de Los Ángeles.
En 1581, junto a unos misioneros franciscanos, fue destinado a Filipinas, donde se dedicó a evangelizar a los indígenas y fue secretario del primer sínodo celebrado en Manila. Enviado por el gobernador de Filipinas a China, realizó en 1582 y 1583 dos viajes a Macao para resolver problemas diplomáticos. Nombrado procurador de Filipinas y agente extraordinario de la Compañía de Jesús por el general de los jesuitas, el General Claudio Acquaviva, fue enviado a España, donde se entrevistó con Felipe II, de quien consiguió una amplia independencia para su orden y la creación de una junta encargada de abordar la cuestión de la empresa de China, de la que Sánchez era partidario.
Posteriormente, realizó un viaje a la Santa Sede, donde sus solicitudes fueron también satisfechas. Sin embargo, falleció repentinamente cuando se disponía a regresar a Filipinas.